# 弗爾卡沙鄉
47°35′N 23°20′E / 47.583°N 23.333°E
弗爾卡沙鄉（羅馬尼亞語：Comuna Fărcașa, Maramureș），是羅馬尼亞的鄉份，位於該國西北部，由馬拉穆列什縣負責管轄，面積48平方公里，海拔高度160米，2007年人口3,968，人口密度每平方公里82人。